# Iveco MTV
 (octobre 2021).
La mise en forme du texte ne suit pas les recommandations de Wikipédia : il faut le « wikifier ».
Les points d'amélioration suivants sont les cas les plus fréquents. Le détail des points à revoir est peut-être précisé sur la page de discussion.
- Les titres sont pré-formatés par le logiciel. Ils ne sont ni en capitales, ni en gras.
- Le texte ne doit pas être écrit en capitales (les noms de famille non plus), ni en gras, ni en italique, ni en « petit »…
- Le gras n'est utilisé que pour surligner le titre de l'article dans l'introduction, une seule fois.
- L'italique est rarement utilisé : mots en langue étrangère, titres d'œuvres, noms de bateaux, etc.
- Les citations ne sont pas en italique mais en corps de texte normal. Elles sont entourées par des guillemets français : « et ».
- Les listes à puces sont à éviter, des paragraphes rédigés étant largement préférés. Les tableaux sont à réserver à la présentation de données structurées (résultats, etc.).
- Les appels de note de bas de page (petits chiffres en exposant, introduits par l'outil «  Source ») sont à placer entre la fin de phrase et le point final[comme ça].
- Les liens internes (vers d'autres articles de Wikipédia) sont à choisir avec parcimonie. Créez des liens vers des articles approfondissant le sujet. Les termes génériques sans rapport avec le sujet sont à éviter, ainsi que les répétitions de liens vers un même terme.
- Les liens externes sont à placer uniquement dans une section « Liens externes », à la fin de l'article. Ces liens sont à choisir avec parcimonie suivant les règles définies. Si un lien sert de source à l'article, son insertion dans le texte est à faire par les notes de bas de page.
- La présentation des références doit suivre les conventions bibliographiques. Il est recommandé d'utiliser les modèles {{Ouvrage}}, {{Chapitre}}, {{Article}}, {{Lien web}} et/ou {{Bibliographie}}. Le mode d'édition visuel peut mettre en forme automatiquement les références.
- Insérer une infobox (cadre d'informations à droite) n'est pas obligatoire pour parachever la mise en page.

Pour une aide détaillée, merci de consulter Aide:Wikification.
Si vous pensez que ces points ont été résolus, vous pouvez retirer ce bandeau et améliorer la mise en forme d'un autre article.
L’IVECO MTV 4x4, Véhicule-Tactique-Moyen - aussi connu en Italie sous le nom IVECO Manticore et 12kN aux Pays Bas, est un engin militaire blindé léger de nouvelle génération conçu et fabriqué par la filiale militaire IVECO D.V. du groupe italien IVECO, à Bolzano en Italie.

## Histoire
Le constructeur IVECO D.V. a lancé l'étude d'un véhicule capable de combler l'écart entre son réputé Iveco VTLM Lince et les véhicules blindés plus gros, avec un PTAC de 18 tonnes, comme l'Iveco MPV 4x4-6x6 qui, avec l'augmentation du nombre de personnes transportées et du niveau de protection, a inévitablement entraîné une augmentation importante des coûts.
En 2006, le ministère de la Défense néerlandais lance un appel d'offres pour l'étude et la fourniture d'un nouveau type de Véhicule Protégé Multi-rôle Moyen dont la charge utile requise devait être de 1.224 kg. Le cahier des charges ouvrait les offres à de nouveaux véhicules dont les prototypes n'étaient pas encore existants, chose assez rare dans le monde de la défense pour être soulignée. En fait, le cahier des charges néerlandais a beaucoup évolué au fil du temps et le lauréat qui a signé le contrat en 2019 a été retenu après la cinquième itération de l'appel d'offres. Le surnom attribué aux Pays-Bas vient de la charge utile fixée à l'origine à 12 kN.
Lorsque l'appel d'offres néerlandais est apparu, pour obtenir un véhicule plus gros que l'Iveco VTLM Lince, deux possibilités s'offraient au constructeur italien, proposer une variante plus grosse du VTLM Lince ou créer un tout nouveau véhicule avec une conception nouvelle en termes de volume, poids et protection. Le choix s'est porté sur un nouveau véhicule en utilisant toutes les synergies de l'univers IVECO afin de concevoir un nouveau modèle blindé, de moyen tonnage, présentant une sécurité sans failles et en contrôler les coûts. En fait, les exigences néerlandaises d'origine ont été renforcées tout au long de l'évolution du programme. Le surnom 12 kN ne reflète plus la réalité du véhicule actuel qui a un poids à vide d'environ 10,0 tonnes et une charge utile de 2,0 tonnes, selon la version, soit 20 kN !.
Le premier prototype devait être exposé au salon Eurosatory 2020 mais le salon a été annulé à cause de la Covid 19. Ce prototype a été soumis à une premières série de tests à l'automne 2020 portant notamment sur l'ergonomie, le châssis et la compatibilité électromagnétique, avant d'être expédié à Abu Dhabi pour des tests en milieu désertique et a été exposé en avant première au Salon International de la défense terrestre.

## L'IVECO MTV 12kN pour les Pays-Bas
L'armée néerlandaise a exigé cinq configurations différentes, chacune d'entre elles ayant alors plusieurs sous-variantes :
- Hard Top - pour transporter quatre militaires,
- Soft Top - dédié aux forces spéciales Korps Commandotroepen et NLMARSOF,
- Pick Up - cabine courte pour deux personnes, (550 exemplaires non blindés seront assemblés aux Pays-Bas par la filiale locale d'IVECO D.V., DMV - Dutch Military Vehicles),
- Ambulance - capable d'accueillir deux civières ou quatre blessés assis,
- Military Police - équipage de deux hommes et six passagers destiné à remplacer les anciens AIFV de l'américain FMC.

Lors de sa mise en service au début de l'année 2023, l'IVECO MTV doit remplacer plusieurs véhicules vieillissants :
- les véhicules de poste de commandement M577,
- les véhicules blindés de combat d'infanterie YPR-765,
- les véhicules tout-terrain Mercedes-Benz Classe G.

## La commande des Pays-Bas
Le 15 août 2019, la secrétaire d'État néerlandaise à la Défense, Barbara Visser, a annoncé que le ministère de la Défense avait sélectionné le constructeur italien de camions IVECO pour fournir les nouveaux véhicules tactiques légers aux forces armées néerlandaises. De plus, le projet comprend la livraison de postes d'armes télécommandés (RCWS) qui peuvent être installés sur les véhicules. Le contrat comprend le développement et la fourniture de 918 véhicules et 120 RCWS, 357 véhicules supplémentaires et 10 RCWS pourront être commandés via une option figurant dans le contrat. Cela porte le total à 1.275 véhicules et 130 RCWS. Des véhicules supplémentaires pourront être commandés dans les cinq ans suivant la livraison du dernier véhicule. Le 28 novembre 2019, le secrétaire d'État a signé le contrat définitif avec IVECO lors du salon NIDV Defence & Security, qui s'est tenu à Rotterdam.
Tous les véhicules seront construits dans la version non surprotégée, tous étant équipés de série pour la protection balistique et anti-mines, le véhicule étant conçu pour faire face aux explosions sous le plancher et sous les roues. Le véhicule peut également intégrer un système de filtration NRBC. Les solutions de protection seront validées en 2021 et la qualification du véhicule par le ministère de la Défense néerlandais interviendra au cours de l'année 2022 avant le début de la fabrication en série.
En septembre 2020, le ministère de la Défense a annoncé que la commande des 357 véhicules supplémentaires serait retardée. Un dernier examen du projet d'équipement des armées a révélé que la répartition des véhicules entre les services n'était pas optimale et 100 véhicules ont été supprimés de ce projet et transférés vers un nouveau projet de véhicules amphibies pour le Corps des Marines des Pays-Bas. Les 257 véhicules restants ont été commandés via l'option existante dans le contrat.
Les Pays-Bas est le premier pays à avoir commandé ferme 1.175 exemplaires de l'IVECO MTV sans avoir testé directement un seul exemplaire définitif. La livraison des 1.175 exemplaires sera échelonnée de 2023 à 2026.